# 2. Infanterie-Division (mot)
2. Infanterie-Division (mot)  var ett tyskt infanteriförband under andra världskriget.
Förbandet upprättades i oktober 1934 under täcknamnet Artillerieführer II. 15 oktober 1935 ersattes täcknamnet och divisionen fick sitt då riktiga namn – ’’2. Infanterie-Division’’ 12 oktober 1937 omorganiserades divisionen genom motorisering och fick sitt namn 2. Infanterie-Division (mot).
5 oktober 1940 omorganiserades divisionen till 12. Panzer-Division.
Vid invasionen av Polen i samband med andra världskrigets utbrott deltog divisionen, varefter den överfördes till västra Tyskland och därefter västfronten för insatser vid Slaget om Frankrike.
I samband med förberedelserna för Operation Barbarossa förflyttades divisionen till Polen.

## Befälhavare
- General der Infanterie Hubert Gercke  	(1 okt 1934 - 1 apr 1937)
- Generalleutnant Paul Bader  	(1 apr 1937 - 5 okt 1940)

## Organisation (1939)
- 5. infanteriregementet (mot)
- 25, infanteriregementet (mot)
- 92. infanteriregementet (mot)
- 2. artillerieregementet (mot)
- 38. artillerieregementet (mot), 1 bataljon
- 2. spaningsbataljonen (mot)
- 32 pionjärbataljonen (mot)
- 2. pansarvärnsbataljonen (mot)
- 2.informationsbataljonen  (mot)
- tyg- och trängförband